# 長野県道141号耳取三岡停車場線
長野県道141号耳取三岡停車場線（ながのけんどう141ごう みみとりみつおかていしゃじょうせん）は、長野県小諸市を走る一般県道。

## 概要

### 路線データ
- 起点：小諸市森山（森山西交差点、長野県道78号佐久小諸線交点）
- 終点：小諸市森山（小海線三岡駅）

## 交差・接続する道路
- 長野県道78号佐久小諸線 - 小諸市耳取（森山西交差点、起点）
- 長野県道139号小諸中込線 - 小諸市耳取（耳取北交差点）・森山間 ※一部重複